# Renate Breuer
Pour les articles homonymes, voir Breuer (homonymie).
Renate Breuer, née Dukat le 1er décembre 1939 à Berlin (Troisième Reich), est une ancienne kayakiste allemande. Elle est médaillée d'argent aux Jeux de 1968 et championne du monde en 1970.

## Carrière
Participant aux épreuves de kayak aux Jeux de 1968, Renate Breuer remporte la médaille d'argent en K1 500 m en 2 min 10 s 3 derrière la Soviétique Lioudmila Khvedossiouk-Pinaïeva (2 min 7 s 1).

## Palmarès

### Jeux olympiques
- médaille d'argent en K1 500 m en 1968 à Mexico,  Mexique

### Championnats du monde
- médaille d'or en K2 500 m en 1970 à Copenhague,  Danemark
- médaille d'argent en K4 500 m en 1966 à Berlin-Est,  République démocratique allemande
- médaille d'argent en K4 500 m en 1971 à Belgrade,  Yougoslavie
- médaille de bronze en K4 500 m en 1970 à Copenhague,  Danemark

### Championnats d'Europe
- médaille d'argent en K4 500 m en 1967 à Duisbourg,  Allemagne
- médaille d'argent en K1 500 m en 1969 à Moscou,  Union soviétique
- médaille d'argent en K4 500 m en 1969 à Moscou,  Union soviétique
- médaille de bronze en K1 500 m en 1965 à Bucarest,  Roumanie
- médaille de bronze en K4 500 m en 1965 à Bucarest,  Roumanie
- médaille de bronze en K2 500 m en 1967 à Duisbourg,  Allemagne